# Gomba (épület)
A Gomba Budapesten, a Móricz Zsigmond körtér délkeleti felén álló épület.

## Története
1942-ig az 1899 óta a Fehérvári út felől érkező Dél-Budai HÉV vonatok a Szent Imre-szobrot megkerülő vágányokon áthaladva a Szent Gellért téri hurokvágányon fordultak vissza. Az ekkor Horthy Miklós körtérnek nevezett téren Schall József tervei szerint építették fel a gyűrű alakú épületet, amely a tér jellegét azóta is meghatározza. Az épület közepén felállított kút díszítéseit Szomor László készítette el. Ettől kezdve az épület köré vont hurokvágányrendszeren végállomásozott a Budafok-Nagytétény és a Budafok-Budaörs-Törökbálint felé induló HÉV, illetve a forgalmi telepi villamos (belülről kifelé: nagytétényi HÉV, törökbálinti HÉV, albertfalvi villamos, illetve a belváros felé visszaforduló járatok). Az épületben váróhelyiséget, szolgálati tartózkodót, üzleteket és áramátalakítót alakítottak ki.
1963-ban a HÉV járatainak forgalmát villamosok vették át, és 1972-ig a helyükbe lépett 41-es és 43-as villamos is a Gomba körül végállomásozott. Ekkor a két járat végállomását áthelyezték, az épület kiszolgáló funkciója megváltozott: megszűnt a várakozó, az üzlethelyiségek és a BKV bérletpénztára mellett műszaki berendezések tárolására használták. 1993-2002 között újra az épület körül fordult vissza a 41-es villamos. Habár a 2000-es évek elején ipari műemlékké nyilvánították, műszaki állapota az évek során jelentősen leromlott. Az épület 2008 őszén került a Fővárosi Önkormányzattól XI. kerületi önkormányzat tulajdonába.
2009 májusában Újbuda vezetése országos, nyilvános ötletpályázatot írt ki „A Móricz Zsigmond körtéri műemléki védettségű Gomba épületének építészeti és hasznosítási ötletpályázata” címmel. (Így került be az eredetileg névtelen közlekedési funkciójú épület közkeletű neve a hivatalos zsargonba.)
A körteret a 4-es metró építésével kapcsolatban részben átalakították. A metróállomás befejező munkálataival párhuzamosan a Gomba felújítása is megkezdődött, amelynek költségét részben az Európai Unió állta. A műemlék felújítása 2014 májusára készült el, az átadóünnepséget 2014. május 13-án tartották meg.
2018-ban az épület mellett POKET Zsebkönyvautomatát állítottak fel.

## Galéria

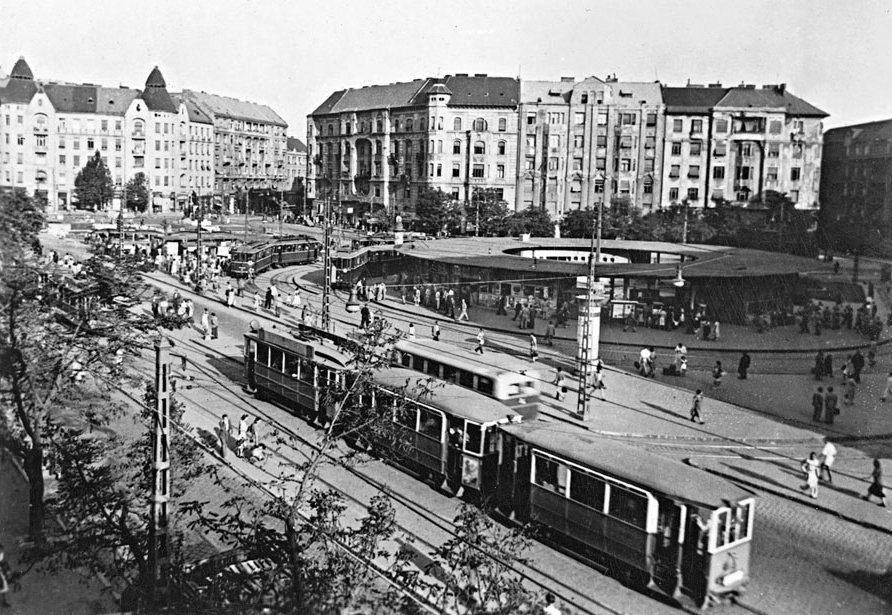
A tér az 1950-es évek vége felé
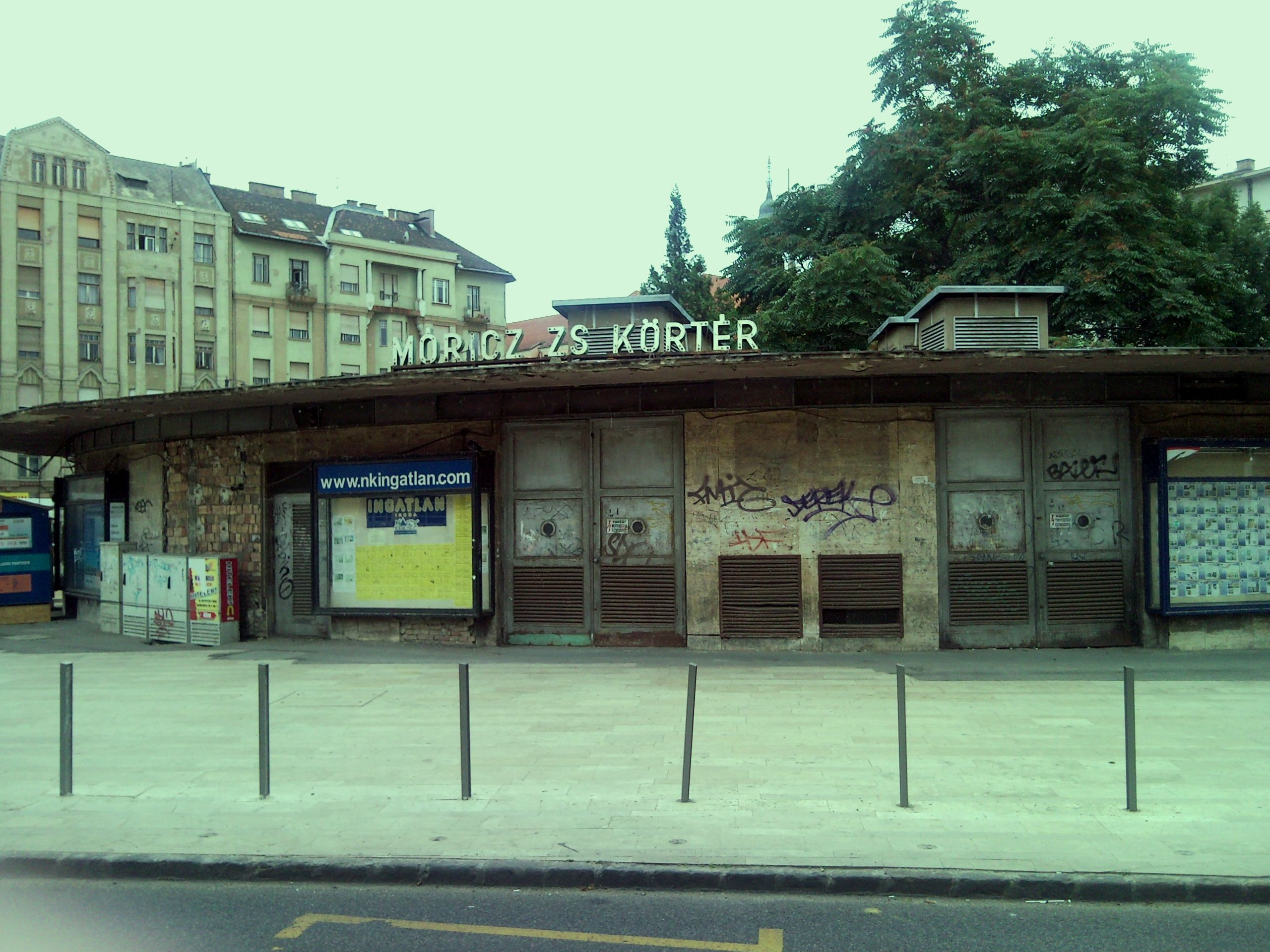
A Gomba 2009-ben, a felújítása előtt
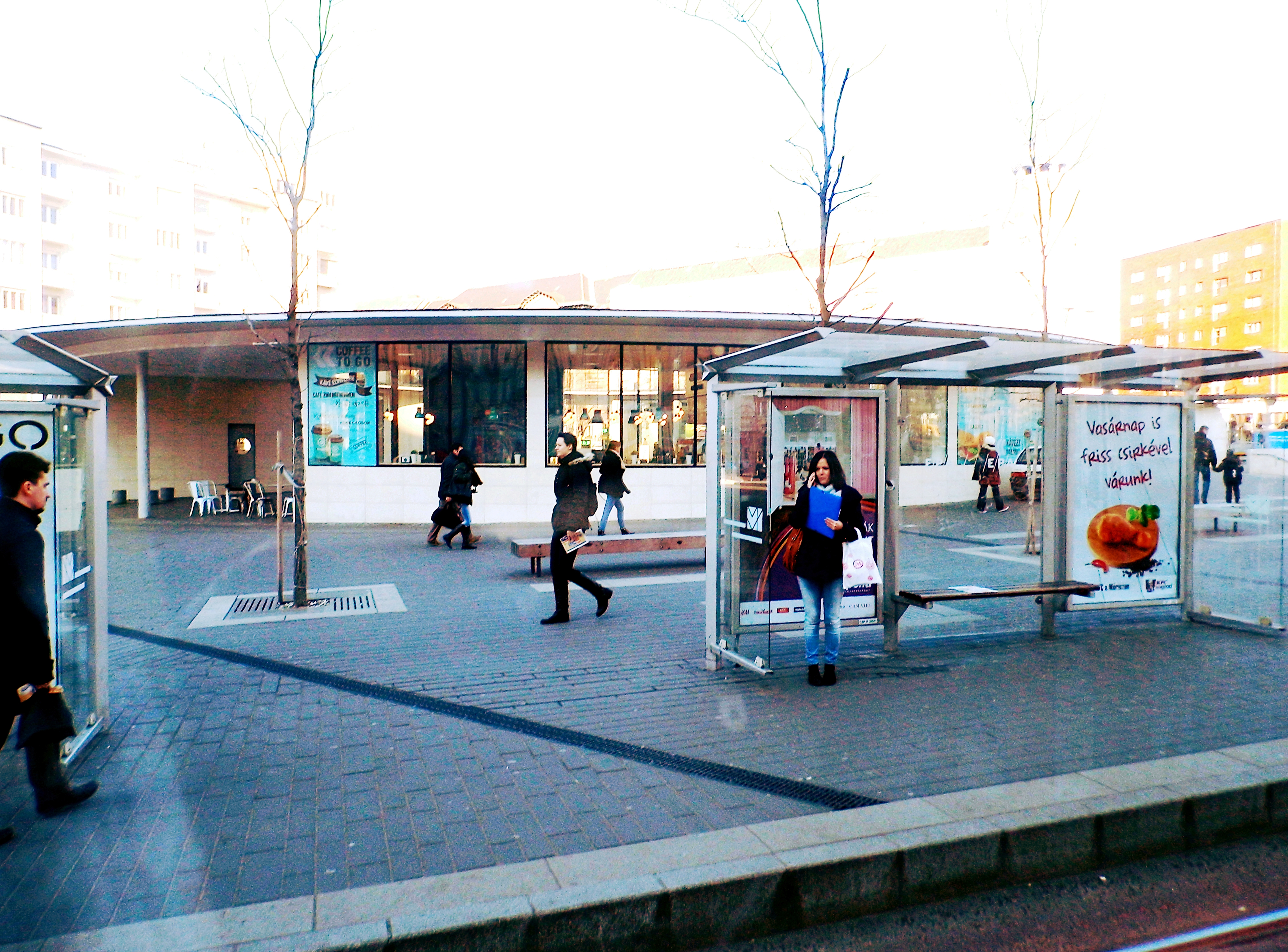
A Gomba 2019-ben

## Külső hivatkozások
- Variációk Gombára – Népszabadság, 2009. október 9.
- Ufóleszálló a körtéren Archiválva 2009. október 11-i dátummal a Wayback Machine-ben – Hg.hu, 2009. október 11.
- Hiába álmodott új Gombát 67 építész – Index, 2010. április 29.
- Móricz Zsigmond körtér: Elkészült a Gomba[halott link] -epulettar.hu, 2014. május 13.